# Stirrer

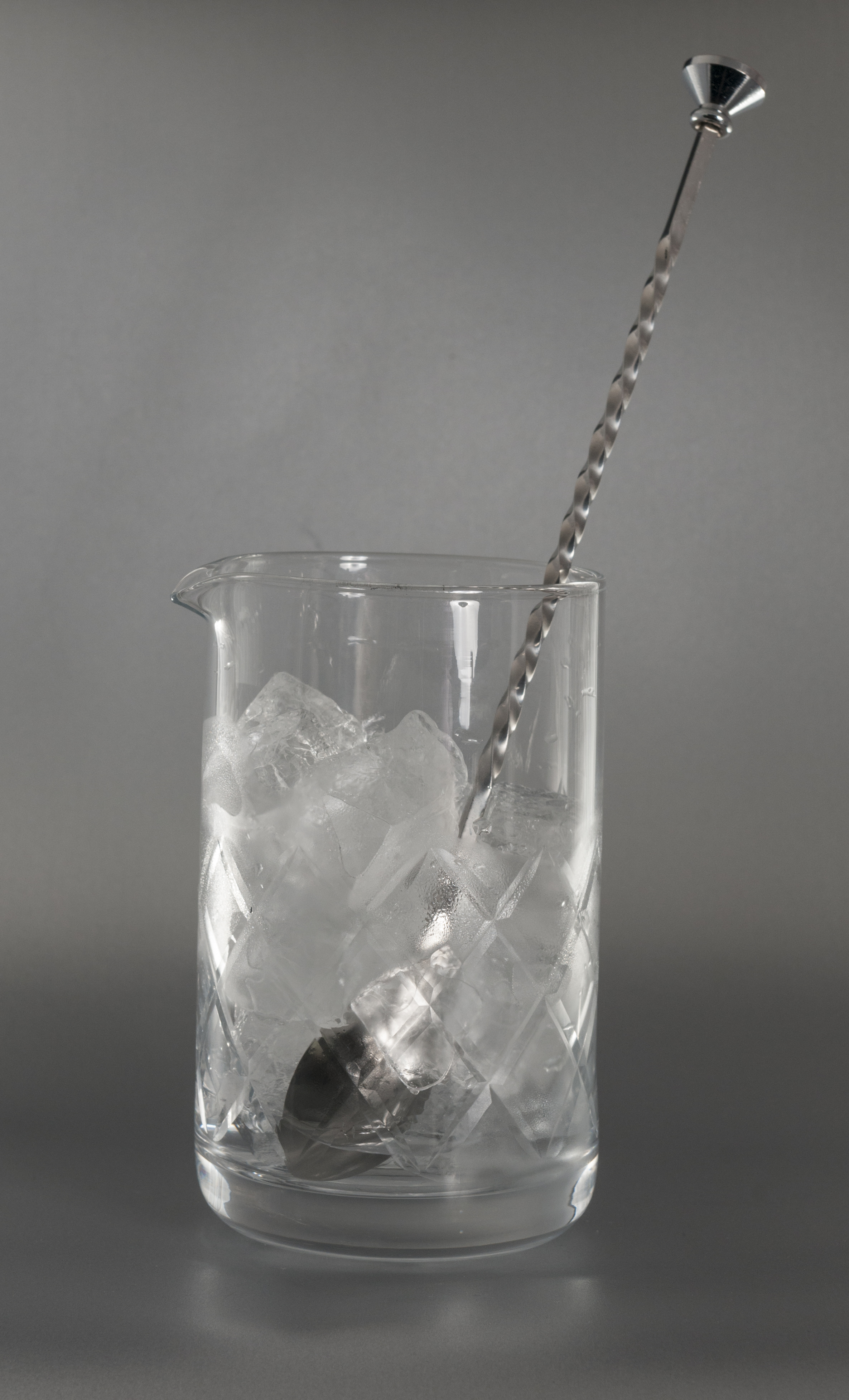
Stirrer

Stirrer è un termine inglese il cui significato è fondamentalmente quello di "agitatore", sia pure con diverse applicazioni (tanto a persone quanto a oggetti) e sfumature. Nella lingua italiana, esistendo già vocaboli come "agitatore", "sobillatore", "provocatore" e simili riferiti alle persone, il suo impiego si è limitato agli oggetti e la parola non risulta ancora registrata dai dizionari proprio perché di uso poco comune e riservata ad ambiti specializzati. Essenzialmente lo stirrer indica un bastoncino per mescolare liquidi ("agitare", appunto) e rientra nella terminologia specifica o professionale di baristi e affini e in quella dei laboratori chimici. Con significato analogo ("rimescolatore"), ma applicato a prodotti di forma e natura ben diverse, si usa anche in campo siderurgico.

## Lo stirrer per cocktail
Il cocktail stirrer, o anche drink stirrer, ma più spesso semplicemente stirrer, è uno strumento usato dal barista per preparare i cocktail e altre bevande. Consiste in una bacchetta in acciaio o in materie plastiche con l'estremità terminante a bulbo o in una palettina, con funzione simile ad un lungo cucchiaio (il cucchiaio da bar, per l'esattezza). Serve soprattutto per miscelare le bevande e il ghiaccio all'interno del mixing glass evitando di mescolarli direttamente con lo "scuotimento" dello shaker, operazione che può provocare la perdita dei loro aromi. Ne esistono di vari tipi, lunghezze e materiali, compresi alcuni ideati da designer di fama (come quelli in acciaio lucidato a specchio realizzati da Ettore Sottsass per un'originale utensileria della Alessi). Talvolta vengono inseriti nei bicchieri degli avventori; in tal caso non servono solo per mescolarne il contenuto, ma assumono anche una valenza estetica (quando non addirittura pubblicitaria).
Con il diffondersi dei distributori automatici di caffè, tè, latte ed altre bevande calde nei luoghi pubblici, negli uffici e ora anche a livello famigliare, il termine stirrer ha cominciato ad essere impiegato anche in Italia per indicare le palette monouso, solitamente in plastica ma talvolta anche in legno, con cui mescolare lo zucchero o altri dolcificanti in tali bevande.

## Lo stirrer da laboratorio
Gli stirrer da laboratorio, talora detti anche "di precisione", sono invece realizzati in vetro e PTFE (PoliTetraFluoroEtilene); vengono utilizzati per miscelare o impedire la coagulazione di liquidi, cristalli, sospensioni solide e reagenti di varia natura presenti nei vasi e contenitori (relativamente lunghi e stretti) dei laboratori chimici e, se muniti di apposite scale graduate, per controllarne la temperatura (o altre caratteristiche). La moderna tecnologia elettronica tende comunque ad inglobare gli stirrer "scientifici" in apparecchiature decisamente più complesse nel funzionamento come nell'aspetto in confronto alle originarie e semplicissime asticelle di vetro, molto simili per altro alle loro omologhe dei bar. Oggi si parla quindi di macchinari come il digital stirrer, l'electronic stirrer o, fra i più noti, il magnetic stirrer, forse altrettanto conosciuto in Italia con il nome di agitatore magnetico.

## Lo stirrer elettromagnetico
Utilizzato nell'industria siderurgica, lo stirrer (o "rimescolatore") elettromagnetico è una macchina elettrica congegnata in modo da produrre un campo magnetico rotante con relativo flusso interno all'acciaio fuso, le cui particolari caratteristiche provocano un raffreddamento diffuso e, di conseguenza, una maggiore omogeneità di solidificazione del metallo durante tutto il processo di colata continua. L'acciaio così ottenuto è meno soggetto alle classiche imperfezioni di forma, superficiali o interne che riducono o compromettono le prestazioni metallurgiche del prodotto finale e la sua successiva lavorabilità.